# Суперкубок УЄФА 2016
Суперкубок УЄФА 2016 — 41-й розіграш Суперкубка УЄФА, в якому зіграли переможці Ліги чемпіонів і Ліги Європи іспанські «Реал Мадрид» і «Севілья». Кожна з команд має досвід чотирьох ігор в турнірі. У 2014 році «Реал» переміг «Севілью» за рахунок двох голів Кріштіану Роналду. У 2015 році Коноплянка зрівняв рахунок наприкінці другого тайму, але в додатковий час «Севілья» поступилася «Барселоні» з загальним рахунком 4:5.
Гра відбулася 9 серпня 2016 на стадіоні «Леркендал» у Тронгеймі (Норвегія). На «Леркендалі» проводить свої домашні матчі футбольний клуб «Русенборг», сидячих місць — 21620. Гра стала першим фіналом УЄФА в Норвегії.

## Команди
| Команда     | Кваліфікація                        | Попередні участі*      |
| ----------- | ----------------------------------- | ---------------------- |
| Реал Мадрид | переможець Ліги чемпіонів 2015–2016 | 1998, 2000, 2002, 2014 |
| Севілья     | переможець Ліги Європи 2015–2016    | 2006, 2007, 2014, 2015 |

* жирним позначено переможні роки.

## Матч
| 9 серпня 2016 20:45 CEST |

| Реал Мадрид                                               | 3:2      | Севілья                                    |
| --------------------------------------------------------- | -------- | ------------------------------------------ |
| Марко Асенсіо 21' Серхіо Рамос 93' Даніель Карвахаль 119' | Протокол | 41' Франко Васкес 41' Євген Коноплянка 72' |

| Леркендал, Тронгейм Глядачів: 17,939 Арбітр: Милорад Мажич (Сербія) |

| Реал Мадрид | Севілья |

| В                | 13 | Кіко Касілья      |     |     |
| З                | 2  | Даніель Карвахаль | 84' |     |
| З                | 5  | Рафаель Варан     |     |     |
| З                | 4  | Серхіо Рамос (к)  |     |     |
| З                | 12 | Марсело           |     |     |
| ПЗ               | 16 | Матео Ковачич     |     | 73' |
| ПЗ               | 14 | Каземіро          |     |     |
| ПЗ               | 22 | Іско              |     | 66' |
| Н                | 17 | Лукас Васкес      |     |     |
| Н                | 21 | Альваро Мората    |     | 62' |
| Н                | 28 | Марко Асенсіо     | 86' |     |
| Запасні:         |    |                   |     |     |
| В                | 31 | Рубен Яньєс       |     |     |
| З                | 6  | Начо              |     |     |
| З                | 23 | Даніло            |     |     |
| ПЗ               | 10 | Хамес Родрігес    | 93' | 73' |
| ПЗ               | 19 | Лука Модрич       |     | 66' |
| ПЗ               | 27 | Маркос Льоренте   |     |     |
| Н                | 9  | Карім Бензема     |     | 62' |
| Головний тренер: |    |                   |     |     |
| Зінедін Зідан    |    |                   |     |     |

| В                | 1  | Серхіо Ріко        |          |     |
| З                | 21 | Ніколас Пареха     |          |     |
| З                | 6  | Даніел Каррісу     |          | 51' |
| З                | 5  | Тімоте Колодзейчак | 90', 93' |     |
| ПЗ               | 8  | Вісенте Іборра (к) |          | 74' |
| ПЗ               | 14 | Кійотаке Хіросі    |          |     |
| ПЗ               | 22 | Франко Васкес      |          |     |
| ПЗ               | 15 | Стівен Н'Зонзі     |          |     |
| Н                | 25 | Маріано            |          |     |
| Н                | 9  | Лучіано В'єтто     |          | 67' |
| Н                | 20 | Вітоло             | 39'      |     |
| Запасні:         |    |                    |          |     |
| В                | 13 | Давід Сорія        |          |     |
| З                | 18 | Серхіо Ескудеро    |          |     |
| З                | 23 | Аділь Рамі         |          | 51' |
| ПЗ               | 4  | Матіас Краневіттер |          | 74' |
| ПЗ               | 10 | Євген Коноплянка   |          | 67' |
| ПЗ               | 17 | Пабло Сарабія      |          |     |
| Н                | 12 | Віссам Бен Єддер   |          |     |
| Головний тренер: |    |                    |          |     |
| Хорхе Сампаолі   |    |                    |          |     |